# Зафир Хаџиманов
Зафир Хаџиманов (Кавадарци, 25. децембар 1943 — Београд, 27. март 2021) био је југословенски, српски и македонски филмски глумац, певач и композитор.
Био је ожењен певачицом и глумицом Сенком Велетанлић, са којом има сина Васила Хаџиманова познатог џез музичара.

## Филмографија

### Глумац
|                   | 1960. | 1970. | 1980. | 1990. | 2000. | 2010. | Укупно |
| ----------------- | ----- | ----- | ----- | ----- | ----- | ----- | ------ |
| Дугометражни филм | 3     | 0     | 0     | 1     | 0     | 1     | 5      |
| ТВ филм           | 2     | 1     | 0     | 0     | 0     | 0     | 3      |
| ТВ серија         | 0     | 3     | 0     | 0     | 0     | 1     | 4      |
| Кратки филм       | 0     | 1     | 0     | 0     | 0     | 0     | 1      |
| Укупно            | 5     | 5     | 0     | 1     | 0     | 1     | 13     |

| Год.   | Назив                                 | Улога \|- style="background: Lavender; text-align:center; " | 1960-е | 1960-е | 1960-е | 1960-е |
| 1967.  | Нож                                   | Алеxандер Киш                                               |        |        |        |        |
| 1967.  | Македонска крвава свадба              | Спасе                                                       |        |        |        |        |
| 1968.  | Нешто темно и тешко ТВ филм           | /                                                           |        |        |        |        |
| 1968.  | Букет шансона ТВ филм                 | /                                                           |        |        |        |        |
| 1969.  | Време без рата                        | /                                                           |        |        |        |        |
| 1970-е |                                       |                                                             |        |        |        |        |
| 1972.  | Како ТВ серија                        |                                                             |        |        |        |        |
| 1972.  | Хигијенске навике војника Кратки филм | /                                                           |        |        |        |        |
| 1973.  | Луди речник ТВ серија                 | /                                                           |        |        |        |        |
| 1973.  | Образ уз образ ТВ серија              | Зафир                                                       |        |        |        |        |
| 1974.  | Реч по реч ТВ документарни филм       | Певач                                                       |        |        |        |        |
| 1978.  | Најлепше године ТВ филм               | /                                                           |        |        |        |        |
| 1990-е |                                       |                                                             |        |        |        |        |
| 1993.  | Македонска сага                       | Поп Томанија                                                |        |        |        |        |
| 2010-е |                                       |                                                             |        |        |        |        |
| 2012.  | Кад сване дан                         | Марко Поповић                                               |        |        |        |        |
| 2017.  | Немањићи - рађање краљевине           | Теодор I Ласкарис                                           |        |        |        |        |

### Композитор
| Год.  | Назив                                 | Улога \|- style="background: Lavender; text-align:center; " | 1980-е | 1980-е | 1980-е | 1980-е |
| 1985. | Наш учитељ четвртог разреда (ТВ филм) |                                                             |        |        |        |        |
| 1987. | Соба 405 (ТВ серија)                  |                                                             |        |        |        |        |

## Фестивали
Београдско пролеће:
- Пианино, '70
- Циганске очи, '73
- Од сунца до сна, '75
- Спавај (са Владом и Бајком, и ансамблом Лоле), '76
- Плави жакет, '78
- Срећа (са Сенком Велетанлић и дечијим хором РТБ, дечије песме), '78
- Свирај свирче док зора не сване (са Тамбурицом 5), '80
- Београд, стари бекрија (дует са Сенком Велетанлић), '82
- Цмок, цмок (дует са Сенком Велетанлић, дечје београдско пролеће), '83
- Докле тако Соња, '86, прва награда (Вече градске песме)
- Јани Баћи, '91, награда за интерпретацију
- Свирај мој маестро, '93
- Од младости па до века (Вече градских песама и романси), '96

Опатија:
- Зашто долазиш само с кишом (алтернација са Драганом Стојнићем, '65, прва награда публике и прва награда стручног жирија, победничка песма
- Тамара (алтернација са Арсеном Дедићем) / На небу ни цест (алтернација са Елдом Вилер), '66
- Љето за нас (алтернација са Вјекославом Јуттом), '67
- Бићемо увек срећни (алтернација са Дубровачким трубадурима), '68
- Био је мај, '69
- Украшћу те, '73, десето место
- Хајде да се играмо мала (дует са Сенком Велетанлић), '74
- Бесилка, '78 (Вече шансона и слободних форми)
- Девојка воћка незнана (Вече шансона и слободних форми, дует са Сенком Велетанлић), '79
- Марица (Вече шансона и слободних форми), '80
- Биће увек Тито (Вече родољубиве песме са Сенком и Бисером Велетанлић), '81
- Песма људе воли (са Сенком и Бисером Велетанлић), '84

Ваш шлагер сезоне, Сарајево:
- Нешто ће остати, '68
- Не знаш да живим, '70
- Пусти да горимо од љубави, '71

Сплит:
- Трешња / Вражја Маре, '66, друга награда публике
- Стипина љубав (уз трио "Јека"), награда стручног жирија и награда за најуспешнијег дебитанта, '66
- Риђе косе / Николина, '67
- До виђења у јесен (дует са Сенком Велетанлић), '67
- Узалудна серенада (Вече шансоне), '76
- Пјесма о братству и јединству (са Сенком и Бисером Велетанлић, вече "Устанак и море"), '87

Загреб:
- Човјек као ја, '65, трећа награда (Вече шансона)
- Стари акварел, '65
- Ми беше живот, 69
- Мари, Мари, Мари, '70
- Има - нема, '73
- Фатални танго (Вече шансона), '76
- Прича, '77
- Голубице (дует са Сенком Велетанлић, вече револуционарне и родољубиве песме) '81, победничка песма
- Се само сјети (Вече шансона), '82
- Изабела (Вече шансона), '83
- Треба нам лове (дует са Владимиром Савчићем Чобијем), '85

Омладина, Суботица:
- Она воли само твист, '64
- Како Вардар, поводом 50-о годишњице суботичког фестивала младих, 2011

Скопље:
- Срамежливи луѓе (дует са Љупком Димитровском), '68, победничка песма
- Земи момче Македонче, '70, победничка песма
- Зошто, '70, трећа награда фестивала
- Панагур, '71
- Како Вардар, '72
- Зошто, '73, награда "Сребрни мост"
- Туђа си, '74, награда за текст
- Малецка моја, '75
- Љубов неверна, 78, победничка песма

Југословенски избор за Евросонг:
- Дођи ноћас, Љубљана '67
- Ти, ти, ти, Београд '70

Златна ружа Порторожа:
- Марија, '73

Фестивал војничких песама:
- Без ње, '70
- Одсуство, '71
- Химна човјеку, '74
- Кад труба зове (и хор питомаца Војне академије), '74
- Црвена је крвца, '76
- На татковината, '77

Звуци Паноније, Осијек:
- Тамбураш сам, луталица, '81

Фестивал радничке песме, Ниш:
- Црвена је крвца, '85

Макфест:
- Пуста била, '86, награда за текст
- Јануарска ноћ, '90

Нишка јесен:
- Ромска песма, '86, апсолутни победник

Валандово:
- Таа љубов уште живее, '86
- Од љубов се не бега, '89, победничка песма

International Song Festival Sopot, Пољска:
- Врати се ту, девето место, '67

## Награде и признања
- Награда „Стражилово”, за књигу поезије Пас певачица, 1984.; пре 41 године
- Златна медаља за заслуге (постхумно, 2021.; пре 4 године)[2]